# Emiliano Bonazzoli
Emiliano Bonazzoli (20 de enero de 1979) es un futbolista italiano, se desempeña como delantero y actualmente juega en la Reggina de la Serie B italiana.

## Clubes
| Club           | País   | Año         |
| -------------- | ------ | ----------- |
| Brescia        | Italia | 1997 - 1999 |
| AC Cesena      | Italia | 1999 - 2000 |
| Hellas Verona  | Italia | 2000 - 2001 |
| Parma FC       | Italia | 2001 - 2003 |
| Reggina        | Italia | 2003 - 2005 |
| UC Sampdoria   | Italia | 2005 - 2009 |
| ACF Fiorentina | Italia | 2009        |
| Reggina        | Italia | 2009 -      |

- Datos: Q1337293